# Acicorio

Las expediciones celtas hacia Oriente en el siglo III a. C.

Acicorio (en griego antiguo: Ακιχώριος) fue uno de los líderes de los galos que invadieron Tracia y Macedonia en 280 a. C.
Él y Breno mandaron la división que entró en Peonia. Al año siguiente, 279 a. C., acompañó a Breno en su invasión de Grecia. Algunos autores suponen que Breno y Acicorio son la misma persona, siendo el primero sólo un título y el último el nombre real.